# Jag sjunger halleluja
Jag sjunger halleluja är en sång som hämtats från Frälsningsarméns norska sångbok från 1889 och som skrivits av en okänd författare. 
Melodin är tonsatt av Jos Greith.

## Publicerad i
- Frälsningsarméns sångbok 1929 som nr 286 under rubriken "Jubel, erfarenhet och vittnesbörd".
- Musik till Frälsningsarméns sångbok 1930 som nr 286.
- Frälsningsarméns sångbok 1968 som nr 306 under rubriken "Jubel och tacksägelse".
- Frälsningsarméns sångbok 1990 som nr 495 under rubriken "Lovsång, tillbedjan och tacksägelse".